# Anne-Laure Viard
Pour les articles homonymes, voir Viard.
Anne-Laure Viard, née le 7 juin 1981, est une kayakiste française, pratiquant la course en ligne.

## Biographie
Licenciée au club de canoë-kayak de Nevers puis de Créteil, elle est sélectionnée aux Jeux olympiques en 2004 à Athènes, où elle termine 10e, associée à Marie Delattre (Saint-Laurent-Blangy).
Médaillée de bronze aux Championnats du monde 2007 (Résultats - Podium), elle obtient ainsi sa sélection pour les Jeux olympiques 2008 de Pékin (voir la liste officielle, tous sports confondus, sur le site du CNOSF)

## Podiums

### Jeux olympiques de canoë-kayak course en ligne
- Jeux olympiques de canoë-kayak course en ligne 2008 à Pékin ( Chine)
  -  Médaille de bronze en K2 500 m
- Jeux olympiques de canoë-kayak course en ligne 2004 à Athènes ( Grèce)
  - 10e place en K2 500 m

### Championnats du monde de canoë-kayak course en ligne
- Championnats du monde de canoë-kayak course en ligne 2005 à Zagreb ( Croatie)
  -  Médaille de bronze en K2 500 m[4]
- Championnats du monde de canoë-kayak course en ligne 2007 à Duisbourg ( Allemagne)
  -  Médaille de bronze en K2 500 m
- Championnats du monde de canoë-kayak course en ligne 2009 à Dartmouth ( Canada)
  -  Médaille de bronze en K1 200 m

### Championnats d'Europe de canoë-kayak course en ligne
- Championnats d'Europe 2004 à Poznań ( Pologne)
  -  Médaille de bronze en K2 500 m
- Championnats d'Europe 2006 à Račice ( Tchécoslovaquie)
  -  Médaille de bronze en K1 200 m[5]

## Images

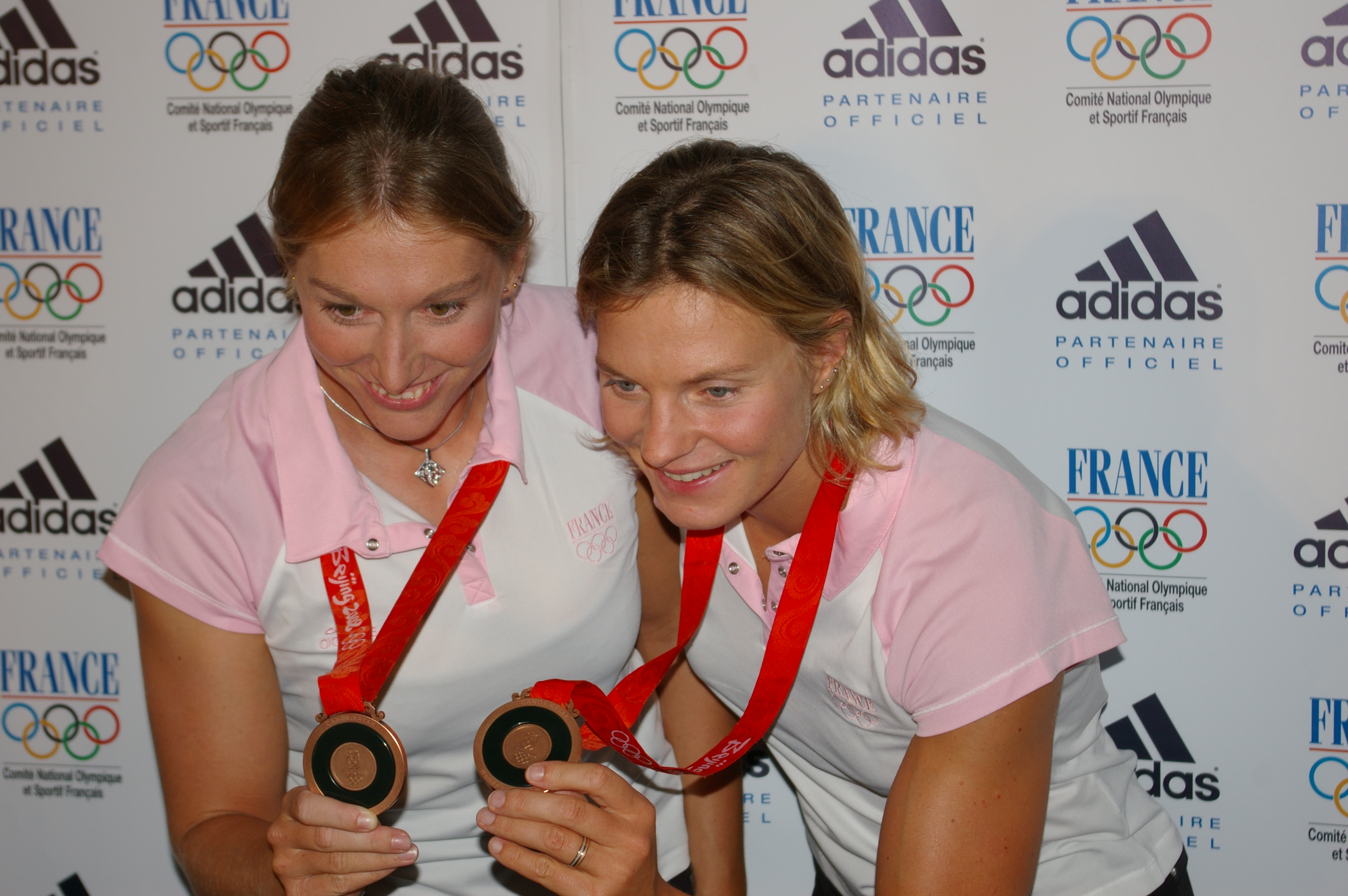
Marie et Anne-Laure, médaillées de Bronze aux JO de Pékin 2008
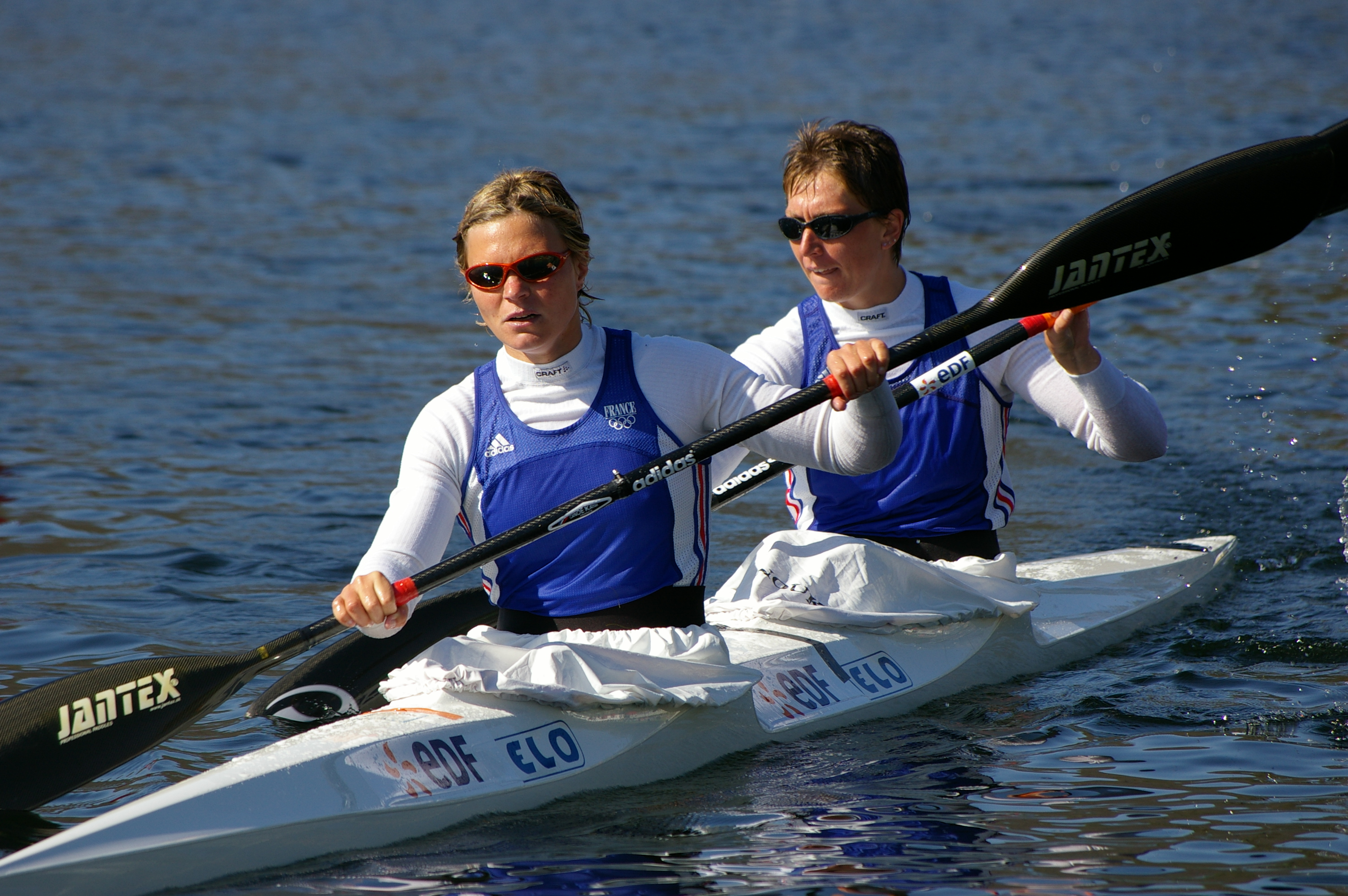
Marie Delattre et Anne-Laure Viard
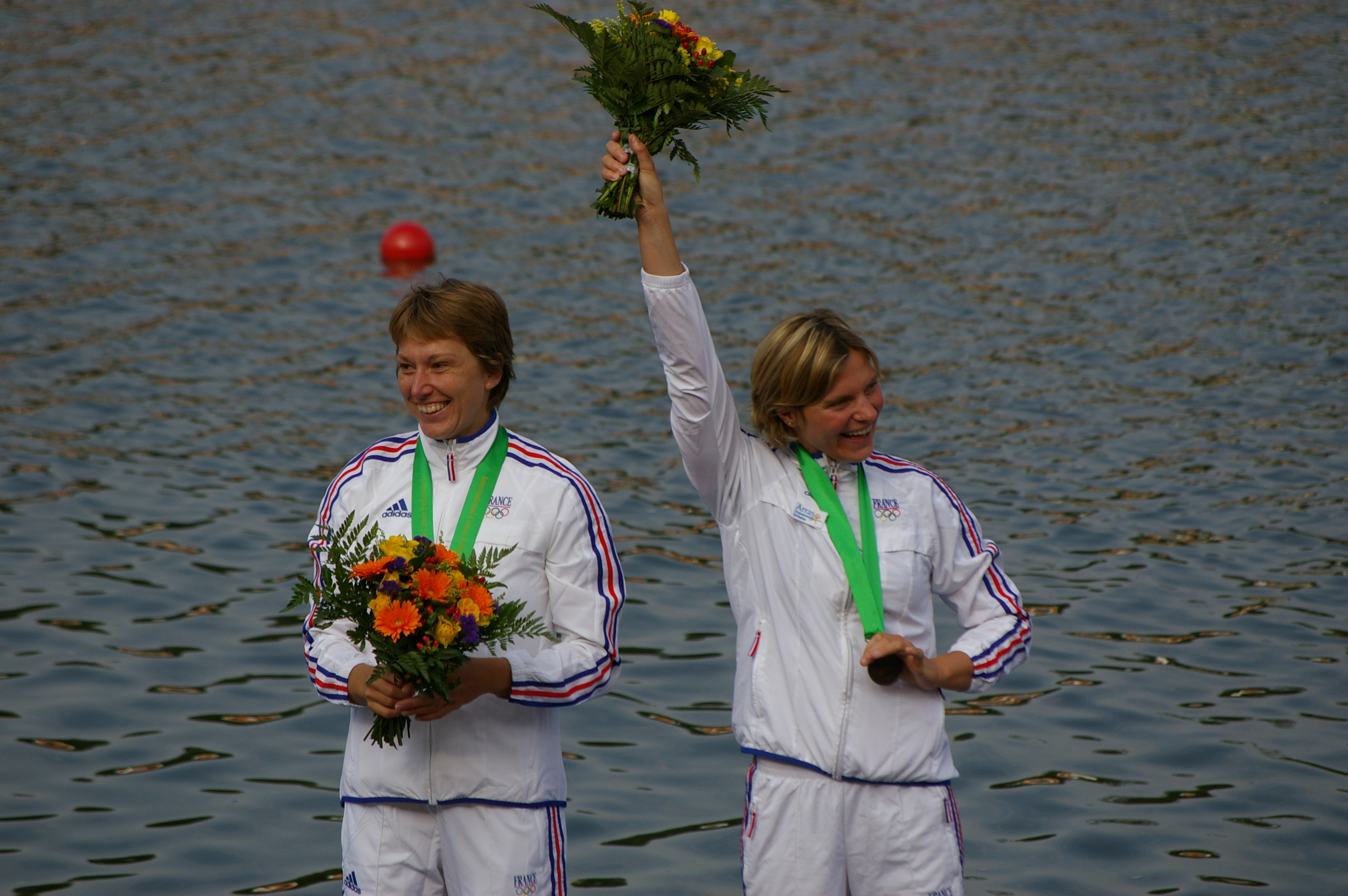
Marie Delattre et Anne-Laure Viard sur le podium
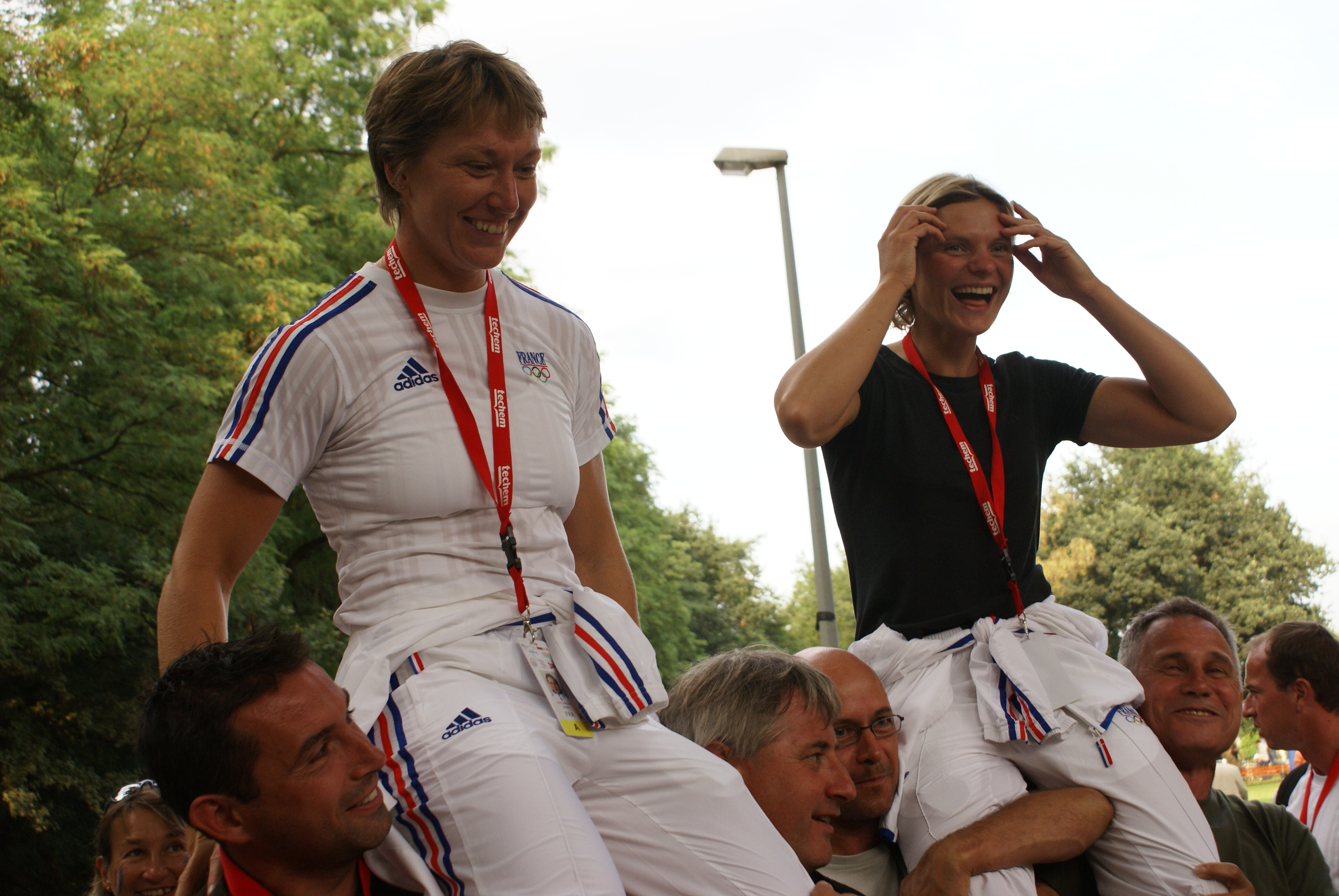
Marie Delattre et Anne-Laure Viard avec les supporters